# Campeonato Mundial de Xadrez de 1984
O match pelo Campeonato Mundial de Xadrez de 1984 foi disputado entre o campeão Anatoly Karpov e o desafiante Garry Kasparov. A disputa foi realizada entre 10 de setembro de 1984 e 15 de fevereiro de 1985 em Moscou em um match no qual o primeiro a vencer seis partidas seria campeão. Após uma longa série de 48 partidas (com 40 empates) em mais de cinco meses, o presidente da FIDE, Florencio Campomanes, anunciou que o match seria interrompido sem um resultado, alegando a necessidade de preservar a saúde dos competidores, e que um novo confronto seria realizado a partir de 1º de setembro de 1985.  Karpov teria o direito a um match de revanche caso fosse derrotado. Todavia, essa foi uma decisão polêmica, tanto Karpov quanto Kasparov queriam a continuidade do match.

## Torneios Interzonais
Três Torneios Interzonais foram realizados nas cidades de Las Palmas, Moscou e Toluca. Cada competição classificou dois jogadores ao Torneio de Candidatos.
Os torneios foram de um nível bastante elevado, com a participação de vários ex-campeões mundiais e ex-candidatos ao título. O então pouco conhecido fora da URSS Garry Kasparov teve, aos 19 anos de idade, uma surpreendente performance, vencendo de forma contundente a competição de Moscou.
| N° | Jogador           | Rating | 1 | 2 | 3 | 4 | 5 | 6 | 7 | 8 | 9 | 10 | 11 | 12 | 13 | 14 | Total |
| -- | ----------------- | ------ | - | - | - | - | - | - | - | - | - | -- | -- | -- | -- | -- | ----- |
| 1  | Zoltan Ribli      | 2590   | - | 1 | ½ | 1 | ½ | ½ | 1 | ½ | ½ | ½  | ½  | 1  | 1  | 1  | 9½    |
| 2  | Vassily Smyslov   | 2565   | 0 | - | 1 | 0 | ½ | ½ | ½ | ½ | 1 | 1  | 1  | ½  | 1  | 1  | 8½    |
| 3  | Mihai Suba        | 2500   | ½ | 0 | - | 0 | ½ | 1 | 1 | 1 | ½ | 1  | 1  | ½  | 1  | 0  | 8     |
| 4  | Vladimir Tukmakov | 2500   | 0 | 1 | 1 | - | 1 | ½ | ½ | 0 | 1 | ½  | 0  | ½  | ½  | 1  | 7½    |
| 5  | Tigran Petrosian  | 2605   | ½ | ½ | ½ | 0 | - | 1 | ½ | ½ | ½ | 1  | ½  | 1  | ½  | ½  | 7½    |
| 6  | Jan Timman        | 2655   | ½ | ½ | 0 | ½ | 0 | - | ½ | 1 | 1 | ½  | 0  | ½  | ½  | 1  | 6½    |
| 7  | Bent Larsen       | 2605   | 0 | ½ | 0 | ½ | ½ | ½ | - | 0 | 0 | ½  | 1  | 1  | 1  | 1  | 6½    |
| 8  | Jozsef Pinter     | 2520   | ½ | ½ | 0 | 1 | ½ | 0 | 1 | - | 0 | ½  | ½  | ½  | ½  | ½  | 6     |
| 9  | Jonathan Mestel   | 2500   | ½ | 0 | ½ | 0 | ½ | 0 | 1 | 1 | - | 0  | 1  | ½  | 0  | 1  | 6     |
| 10 | Lev Psakhis       | 2545   | ½ | 0 | 0 | ½ | 0 | ½ | ½ | ½ | 1 | -  | ½  | ½  | ½  | 1  | 6     |
| 11 | Lars Karlsson     | 2500   | ½ | 0 | 0 | 1 | ½ | 1 | 0 | ½ | 0 | ½  | -  | ½  | ½  | ½  | 5½    |
| 12 | Slim Bouaziz      | 2355   | 0 | ½ | ½ | ½ | 0 | ½ | 0 | ½ | ½ | ½  | ½  | -  | ½  | 1  | 5½    |
| 13 | Jaime Sunye Neto  | 2475   | 0 | 0 | 0 | ½ | ½ | ½ | 0 | ½ | 1 | ½  | ½  | ½  | -  | 1  | 5½    |
| 14 | Walter Browne     | 2585   | 0 | 0 | 1 | 0 | ½ | 0 | 0 | ½ | 0 | 0  | ½  | 0  | 0  | -  | 2½    |

| N° | Jogador                   | Rating | 1 | 2 | 3 | 4 | 5 | 6 | 7 | 8 | 9 | 10 | 11 | 12 | 13 | 14 | Total |
| -- | ------------------------- | ------ | - | - | - | - | - | - | - | - | - | -- | -- | -- | -- | -- | ----- |
| 1  | Garry Kasparov            | 2675   | - | ½ | ½ | ½ | ½ | ½ | 1 | 1 | 1 | 1  | 1  | 1  | 1  | ½  | 10    |
| 2  | Alexander Beliavsky       | 2615   | ½ | - | 1 | ½ | 1 | 1 | 0 | 0 | 1 | 1  | 0  | 1  | ½  | 1  | 8½    |
| 3  | Mikhail Tal               | 2605   | ½ | 0 | - | ½ | ½ | ½ | 1 | ½ | ½ | 1  | 1  | ½  | 1  | ½  | 8     |
| 4  | Ulf Andersson             | 2605   | ½ | ½ | ½ | - | 0 | ½ | 1 | ½ | ½ | ½  | 1  | 1  | ½  | 1  | 8     |
| 5  | Efim Geller               | 2545   | ½ | 0 | ½ | 1 | - | ½ | ½ | 0 | 1 | 1  | ½  | ½  | 1  | ½  | 7½    |
| 6  | Guillermo Garcia Gonzales | 2485   | ½ | 0 | ½ | ½ | ½ | - | 1 | 1 | 0 | 1  | 1  | ½  | 0  | 1  | 7½    |
| 7  | Jacob Murey               | 2475   | 0 | 1 | 0 | 0 | ½ | 0 | - | 1 | ½ | ½  | ½  | ½  | 1  | 1  | 6½    |
| 8  | Gyula Sax                 | 2550   | 0 | 1 | ½ | ½ | 1 | 0 | 0 | - | ½ | ½  | 0  | ½  | ½  | 1  | 6     |
| 9  | Larry Mark Christiansen   | 2585   | 0 | 0 | ½ | ½ | 0 | 1 | ½ | ½ | - | 0  | ½  | ½  | 1  | 1  | 6     |
| 10 | Dragoljub Velimirovic     | 2500   | 0 | 0 | 0 | ½ | 0 | 0 | ½ | ½ | 1 | -  | ½  | 1  | 1  | ½  | 5½    |
| 11 | John Van der Wiel         | 2470   | 0 | 1 | 0 | 0 | ½ | 0 | ½ | 1 | ½ | ½  | -  | ½  | 0  | ½  | 5     |
| 12 | Florin Gheorghiu          | 2550   | 0 | 0 | ½ | 0 | ½ | ½ | ½ | ½ | ½ | 0  | ½  | -  | 1  | ½  | 5     |
| 13 | Ruben Rodriguez           | 2405   | 0 | ½ | 0 | ½ | 0 | 1 | 0 | ½ | 0 | 0  | 1  | 0  | -  | 1  | 4½    |
| 14 | Miguel Angel Quinteros    | 2505   | ½ | 0 | ½ | 0 | ½ | 0 | 0 | 0 | 0 | ½  | ½  | ½  | 0  | -  | 3     |

| N° | Jogador                   | Rating | 1 | 2 | 3 | 4 | 5 | 6 | 7 | 8 | 9 | 10 | 11 | 12 | 13 | 14 | Total |
| -- | ------------------------- | ------ | - | - | - | - | - | - | - | - | - | -- | -- | -- | -- | -- | ----- |
| 1  | Lajos Portisch            | 2630   | - | ½ | 1 | ½ | 0 | ½ | 0 | 1 | 1 | 1  | ½  | 1  | 1  | ½  | 8½    |
| 2  | Eugenio Torre             | 2535   | ½ | - | ½ | 0 | ½ | 1 | 1 | ½ | ½ | ½  | 1  | ½  | 1  | 1  | 8½    |
| 3  | Boris Spassky             | 2625   | 0 | ½ | - | ½ | ½ | ½ | ½ | ½ | ½ | 1  | 1  | 1  | ½  | 1  | 8     |
| 4  | Igor Ivanov               | 2515   | ½ | 1 | ½ | - | ½ | ½ | ½ | ½ | ½ | ½  | 1  | ½  | 0  | 1  | 7½    |
| 5  | Artur Yusupov             | 2555   | 1 | ½ | ½ | ½ | - | ½ | ½ | ½ | ½ | 0  | ½  | 1  | ½  | 1  | 7½    |
| 6  | Lev Polugaevsky           | 2600   | ½ | 0 | ½ | ½ | ½ | - | 1 | ½ | ½ | ½  | ½  | ½  | 1  | 1  | 7½    |
| 7  | Yasser Seirawan           | 2575   | 1 | 0 | ½ | ½ | ½ | 0 | - | 0 | 1 | 1  | ½  | ½  | 1  | 1  | 7½    |
| 8  | John Nunn                 | 2590   | 0 | ½ | ½ | ½ | ½ | ½ | 1 | - | ½ | ½  | ½  | ½  | ½  | 1  | 7     |
| 9  | Yuri Balashov             | 2595   | 0 | ½ | ½ | ½ | ½ | ½ | 0 | ½ | - | 1  | 0  | 1  | ½  | 1  | 6½    |
| 10 | Andras Adorjan            | 2515   | 0 | ½ | 0 | ½ | 1 | ½ | 0 | ½ | 0 | -  | 1  | ½  | 1  | 1  | 6½    |
| 11 | Krunoslav Hulak           | 2490   | ½ | 0 | 0 | 0 | ½ | ½ | ½ | ½ | 1 | 0  | -  | ½  | ½  | 1  | 5½    |
| 12 | Jorge Rubinetti           | 2395   | 0 | ½ | 0 | ½ | 0 | ½ | ½ | ½ | 0 | ½  | ½  | -  | ½  | 0  | 4     |
| 13 | Amador Rodriguez Cespedes | 2360   | 0 | 0 | ½ | 1 | ½ | 0 | 0 | ½ | ½ | 0  | ½  | ½  | -  | 0  | 4     |
| 14 | Bachar Kouatly            | 2435   | ½ | 0 | 0 | 0 | 0 | 0 | 0 | 0 | 0 | 0  | 0  | 1  | 1  | -  | 2½    |

## Torneio de Candidatos
Os 6 classificados dos Torneios Interzonais, junto de Viktor Korchnoi e Robert Hübner (finalistas da edição anterior) disputaram o Torneio de Candidatos em confrontos eliminatórios.
A final da competição foi protagonizada por enxadristas de duas gerações bem diferentes, o ex-campeão mundial Vasily Smyslov, aos 61 anos, enfrentou o jovem prodígio Gary Kasparov.
|  | Quartas de final   | Quartas de final    | Quartas de final |                 |                 | Semifinais     | Semifinais | Semifinais |  |  | Final | Final | Final |  |
|  |                    |                     |                  |                 |                 |                |            |            |  |  |       |       |       |  |
|  | União Soviética    | Garry Kasparov      | 6                |                 |                 |                |            |            |  |  |       |       |       |  |
|  | União Soviética    | Garry Kasparov      | 6                |                 |                 |                |            |            |  |  |       |       |       |  |
|  | União Soviética    | Alexander Beliavsky | 3                |                 |                 |                |            |            |  |  |       |       |       |  |
|  | União Soviética    | Alexander Beliavsky | 3                |                 | União Soviética | Garry Kasparov | 7          |            |  |  |       |       |       |  |
|  |                    |                     |                  |                 | União Soviética | Garry Kasparov | 7          |            |  |  |       |       |       |  |
|  |                    |                     | Suíça            | Viktor Korchnoi | 4               |                |            |            |  |  |       |       |       |  |
|  | Hungria            | Lajos Portisch      | Suíça            | Viktor Korchnoi | 4               | 3              |            |            |  |  |       |       |       |  |
|  | Hungria            | Lajos Portisch      |                  |                 |                 |                |            |            |  |  |       |       |       |  |
|  | Suíça              | Viktor Korchnoi     | 6                |                 |                 |                |            |            |  |  |       |       |       |  |
|  | Suíça              | Viktor Korchnoi     | 6                |                 | União Soviética | Garry Kasparov | 8½         |            |  |  |       |       |       |  |
|  |                    |                     |                  |                 |                 |                |            |            |  |  |       |       |       |  |
|  |                    |                     | União Soviética  | Vasily Smyslov  | 4½              |                |            |            |  |  |       |       |       |  |
|  | Hungria            | Zoltán Ribli        | União Soviética  | Vasily Smyslov  | 4½              | 6              |            |            |  |  |       |       |       |  |
|  | Hungria            | Zoltán Ribli        |                  |                 |                 |                |            |            |  |  |       |       |       |  |
|  | Filipinas          | Eugenio Torre       | 4                |                 |                 |                |            |            |  |  |       |       |       |  |
|  | Filipinas          | Eugenio Torre       | 4                |                 | Hungria         | Zoltán Ribli   | 4½         |            |  |  |       |       |       |  |
|  |                    |                     |                  |                 | Hungria         | Zoltán Ribli   | 4½         |            |  |  |       |       |       |  |
|  |                    |                     | União Soviética  | Vasily Smyslov  | 6½              |                |            |            |  |  |       |       |       |  |
|  | Alemanha Ocidental | Robert Hübner       | União Soviética  | Vasily Smyslov  | 6½              | 7              |            |            |  |  |       |       |       |  |
|  | Alemanha Ocidental | Robert Hübner       |                  |                 |                 |                |            |            |  |  |       |       |       |  |
|  | União Soviética    | Vasily Smyslov      | '7               |                 |                 |                |            |            |  |  |       |       |       |  |

## Match pelo título

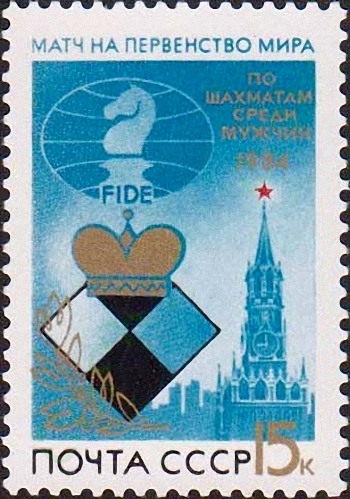
Um selo soviético comemorativo do Campeonato de 1984

O match estava programado para ocorrer em um número ilimitado de partidas, com o primeiro a vencer seis partidas vencendo o confronto.
A disputa teve muitos altos e baixos e um final bastante polêmico. Karpov começou de forma avassaladora. Depois de nove partidas, o campeão vencia Kasparov por 4 vitórias a 0. Muitos comentaristas chegaram a prever um placar de 6-0 em 18 partidas.
Entretanto, Kasparov iniciou uma tenaz resistência, empatando 17 partidas consecutivas. Karpov então venceu mais uma fazendo 5-0 e ficando a uma vitória de confirmar o título. Depois de mais alguns empates, Kasparov venceu a primeira, na partida 32. Outros 14 empates se seguiram, até a partida 46. O recorde anterior para uma disputa pelo título mundial havia sido de 34 partidas no match de 1927 entre José Raul Capablanca e Alexander Alekhine. Kasparov então venceu duas partidas seguidas, deixando o placar em 5–3 a favor de Karpov e o resultado final em aberto.
De forma polêmica, o match foi encerrado antes do fim por uma decisão unilateral do presidente da FIDE, Florencio Campomanes. Um novo match, jogado do zero, foi anunciado para começar alguns meses depois. Os dois jogadores afirmaram preferir que o match continuasse. Ao anunciar a sua decisão em uma conferência de imprensa, Campomanes justificou o cancelamento em nome da saúde dos jogadores, prejudicada pela duração do confronto (5 meses).
| Jogador        | 1 | 2 | 3 | 4 | 5 | 6 | 7 | 8 | 9 | 10 | 11 | 12 | 13 | 14 | 15 | 16 | 17 | 18 | 19 | 20 | 21 | 22 | 23 | 24 | 25 | 26 | 27 | 28 | 29 | 30 | 31 | 32 | 33 | 34 | 35 | 36 | 37 | 38 | 39 | 40 | 41 | 42 | 43 | 44 | 45 | 46 | 47 | 48 | Total  |
| -------------- | - | - | - | - | - | - | - | - | - | -- | -- | -- | -- | -- | -- | -- | -- | -- | -- | -- | -- | -- | -- | -- | -- | -- | -- | -- | -- | -- | -- | -- | -- | -- | -- | -- | -- | -- | -- | -- | -- | -- | -- | -- | -- | -- | -- | -- | ------ |
| Anatoly Karpov | ½ | ½ | 1 | ½ | ½ | 1 | 1 | ½ | 1 | ½  | ½  | ½  | ½  | ½  | ½  | ½  | ½  | ½  | ½  | ½  | ½  | ½  | ½  | ½  | ½  | ½  | 1  | ½  | ½  | ½  | ½  | 0  | ½  | ½  | ½  | ½  | ½  | ½  | ½  | ½  | ½  | ½  | ½  | ½  | ½  | ½  | 0  | 0  | 25 (5) |
| Gary Kasparov  | ½ | ½ | 0 | ½ | ½ | 0 | 0 | ½ | 0 | ½  | ½  | ½  | ½  | ½  | ½  | ½  | ½  | ½  | ½  | ½  | ½  | ½  | ½  | ½  | ½  | ½  | 0  | ½  | ½  | ½  | ½  | 1  | ½  | ½  | ½  | ½  | ½  | ½  | ½  | ½  | ½  | ½  | ½  | ½  | ½  | ½  | 1  | 1  | 23 (3) |